# 井出智香恵
井出 智香恵（いで ちかえ、1948年2月12日、本名：井出 知香恵）は、日本の漫画家。少女漫画で1966年（昭和41年）にデビューし、1980年代以降はレディースコミック（レディコミ）を多く手掛け、「レディコミの女王」と呼ばれる。長野県小海町出身。

## 略歴
農家の5人きょうだいの末っ子に生まれ、5歳の時に父親が描いた牛若丸の絵を気に入って練習するようになり、小学校2年生で兄が持っていた『オリエント急行殺人事件』に触れて漫画家を目指し、小中高校で学校図書館の蔵書を読破するなどして構成力を身に着けた。地元の高校を卒業後に上京して豊島園に就職し、働きながら漫画を描き、1966年に『ヤッコのシンドバット』（井出ちかえ名義、集英社『りぼん』掲載）でデビュー。1968年（昭和43年）より同誌で連載したスポ根バレーボール漫画『ビバ!バレーボール』がヒット。同作はりぼんマスコットコミックスの第1号作品ともなった。同じ集英社のバレーボール漫画『アタックNo.1』との社内競争次第では、テレビドラマ化も検討されていたという。
30歳代で新幹線で隣に座った男性と恋愛して結婚し、夫の故郷である三重県に転居して3人の子供をもうけた。レディコミ・ブームで執筆依頼が相次いだが、夫はドメスティックバイオレンスや浮気、浪費が絶えず、妻の原稿料を奪って高級車や不倫相手に注ぎ込み、さらに妻の担当編集者を殴って漫画の依頼が一時途絶え、経済的困窮に苦しめられた。1990年代後半、夫の借金を引き受けて離婚した。昔から、弱い女性が負けたまま終わらせないことを作品のポリシーにしており、夫への憎悪はドロドロしたレディコミの演出にも役立ち、共感した読者からも感想や体験談が発行元編集部に殺到した。
森村誠一作品や『源氏物語』の漫画化も手掛けているほか、2018年には高級ブランド「グッチ」に少女漫画時代の絵が採用された。
1990年代に『週刊女性』に連載され、嫁と姑の争いを描いた『羅刹の家』は『凄絶!嫁姑戦争 羅刹の家』としてテレビドラマ化された。さらに同時期には推理アクション漫画『嫁と姑"超"名探偵』もドラマ化されている。2019年現在は活躍の場をレディースコミックに移し、雑誌に投稿した人たちの実話を漫画にしたものを執筆している。

## 人物
2022年（令和4年）1月、国際ロマンス詐欺に遭ったことを告白。自身のTwitterなどでもその経緯を述べている。日本国外でも著名であった井出の漫画であったが、そのひとつである源氏物語を友人に勧められて読みファンになったというアメリカの有名俳優を名乗る男とSNSで知り合い、井出の子供と共に借金をして送金し、2018年春頃からおよそ4年にわたる被害額は7500万円に上るという。『毒の恋』としてこの体験の2022年に漫画化したほか、『世界の何だコレ!?ミステリー』で本人のインタビューと共に再現ドラマ化されている。
長女である香代乃（旧ペンネーム：亜都夢）も少女誌やレディース誌などで執筆活動をしている。

## 作品

### 連載中
- 鳥カゴの妻たち〜淫らなPTAの実情
- あちきとぬし 花魁ふたりぼっち

### 連載終了
- ヤッコのシンドバット
- ビバ！バレーボール
- 最後のストライク
- ちびっこシュート
- 紅い花
- みどりの館
- エルドラドの伝説
- ボダからの脱出
- ムー大陸の7人
- 美しき狩人
- クレオパトラの星
- 海にかける橋
- あの虹をとれ！
- 布柚子の星座
- テニスコートの道しるべ
- アマゾネス
- 羅刹の家 全14巻（一部5巻、二部9巻）
- 京都の姑VS東京の嫁〜禁忌の血にまみれた結婚の秘密〜
- 嫁と姑"超"名探偵 全5巻（無印3巻、続編2巻）
- 人間の証明（森村誠一のコミカライズ）
- 芸能界の仕置人 全3巻
- アラビアンナイト
- 虹色のアレキサンダー
- 紫ベールの王妃
- 心鳴りやまず　いま、吉田松陰とその母
- 源氏物語 美しの花乱 全2巻
- 毒花魁 恨み炎獄
- 賽の河原のクレオパトラ
- 女監察医 全31巻（無印4巻、東京編15巻、京都編12巻の三部作）
- 凛として疾風の中　山岡鐡舟伝
- SEXセラピスト 氷川京介
- 華の大奥 全2巻
- 魔界の衣（けし）
- 花鬼御殿〜女は心に鬼がいる〜
- 愛される季節は過ぎて
- 愛は幻でなく
- 婚約者はプリンセス 結婚のメリット I - III
- ためらいの花嫁
- 恋人たちの再会
- 結婚の理由
- シチリア式結婚
- ミラノの悪夢
- あの日に帰りたい
- 罪深きプリンス
- キスの刻印
- 妻を買った億万長者
- 罠に落ちた夜
- 復讐が終わる時
- 敵同士だけど恋に落ちました〜腹黒貴公子の策略〜
- 愛の大奥 将軍家光が愛したキリシタン
- 愛の大奥 お世継ぎ毒殺!? 天英院VS月光院
- 女の川 全2巻
- 女と酒とニナリッチ 全2巻
- ミストラル 全2巻
- 夜の女王
- 伊豆の踊子
- 愛・霊・視
- 夢魔の女 全5巻
- 夢魔の女・愛 全3巻
- 夢魔の女 総集編 全3巻
- 蜜の女たち 全2巻
- ラゴの花嫁 全3巻
- こと座のレガシー 全3巻
- 愛の究極 全10巻
- マンボウ先生の在宅療養のお話
- セレブ寄生〜夢の年間三千万浪費生活〜
- お姑様は美魔女 なぜ美人嫁は姑に闘いを挑んだのか？
- 籠女〜千の夜を復讐に生きる〜 全3巻
- 毒の恋 7500万円を奪われた「実録・国際ロマンス詐欺」（2022年8月25日、双葉社）※漫画を含むノンフィクションルポタージュ[6][7]

### 短編集
- 愛執の果て 全15巻
- セゾンの指輪 現在5巻
- 熟れる愛液の花園
- 誰がために陽は昇る 嫁VS姑
- 嫁VS姑 超バトル!!家族の中の死神
- 魔境のイグドラシル
- カオスの封印
- 365の美徳をつかさどる魔女
- ラヴ・シーンのあとで
- 花ざかりの嫁
- その愛に異議あり
- ゴミ屋敷は誰のもの
- 嫁姑蟻地獄
- カリギュラの夜
- 野獣のファイル
- 三夕の悪魔
- 魔女と共に去りぬ
- 命の晩夏
- オルレアンの絆
- ホメオパシーの毒
- アルビの黒ミサ
- 人妻だって恋をする
- 男はみんな狼よ
- 嘘つきオペラ
- 泣くな!!主婦ギャンブラー
- 二人で探偵を
- 愛しのわが子は誰のもの
- MANAを殺さないで
- 菊花の約
- そして鬼はいなくなった
- 夜啼きのしゃれこうべ
- 私はご近所運のない女
- 禁断の遊戯
- 華は夜開く
- 寝乱れの狩人
- 永遠のキス
- 罪色のティディ・ベア
- 美しの餓鬼
- サソリの棲む家
- 愛の終わった日
- 私…キレていいですか？
- 永遠のひとりぼっち
- 不幸せの青い鳥
- 私は不幸上手な女
- 地獄家の人々
- 快楽と義務
- ピーピングの碑ー血文字の告発ー
- 天使の味殺人事件
- 幸せの指輪
- 毒親へのレッドカード
- 例えばあの人の死
- 幸せの砂時計
- 永続の美
- 闇のビーナス
- 血染めの聖水
- 幸せの天国と地獄
- 私にタカらないで
- 木花開弥姫
- 冬のかげろう
- ロゴスの浮遊
- 復讐のマジックワード
- ベルベットの夜
- 斑の部屋
- 蛇のアギト
- 闇の華族
- くちづけと鬼の針、仏の手、鬼の手
- ランバールの遺言
- 千夜一夜の夏
- 肌色のサロメ
- 私、殺されてもいいわ
- 純愛の扉
- 頬紅を見ていた
- マジョリカの帯〜呪詛に満ちたデザイン〜
- ネハンの瞳
- 滝夜叉姫の譜
- 鬼と香雅の里
- コミック版 稲川淳二の怪談話2 - 3
- 夢の中の踏切に立つ怨霊（稲川淳二の怪談話2の改題）
- ふりむけば…地獄
- 愛のための殺人教室
- ありえない伝説
- サエラの雨
- 帰りそびれた男と女
- 闇に香る仲間たち
- 赤い糸の連環
- 遺産争族
- 遅咲きの誘惑
- レ・ミゼラブルの女
- 一生涯の悪夢
- 抱き合うには遠すぎる
- 姥捨山はどこにある？
- 蜘蛛女
- ギガの晩鐘
- 炎上の愛染橋
- それでも愛が好き
- 薔薇結社
- 名残りの雪
- 赤い月ふたつ
- 紅のメモワール
- 殺したいほど愛しい男
- 愛するあなたのNAME
- 没落婦人
- ギタイの契り
- 愛欲だけの恋人
- 殺したいほど愛しい男
- 鬼の刺す針
- 蜜の味スキャンダル
- 化生の懺悔
- 魔性の女の懺悔
- シルクの色代
- 楡家のポルターガイスト
- 欺瞞のカクテル
- いつか旅する女へ
- 不惑のタロット
- 怨霊の棲む島
- 三姉妹愛憎
- ベッドだけの恋
- 罪状の花咲く樹
- ノライズムの秋
- ドレイ嫁解放宣言
- 潰された思い出
- 神の誕生日
- 哀のムービースター
- 羅漢の花嫁
- シェヘラザード
- 気まぐれ失楽園
- 恋上手の条件
- 蓮猫寺呪い唄
- 伎芸の栖
- 未練という名の過失
- 天糸の誘惑
- 女は誰のもの
- 私の若さを食わないで
- 鏡の中のファロス
- たおやめの晩夏
- ベニスの商人
- 愛と死の傷痕
- バラの花の下で…
- リメークの宴
- 夫の悪行妻の善行
- 金曜日のアウラ
- 命に勝るあなた
- 白雪姫と血染めのバラ
- フェードの愛
- 八百屋お七
- 別世界のイブ
- 鬼女のキス
- 血夜の契り
- 織のカクテル
- Dのゆずり葉
- メゴのふる夜
- 死体だらけの街
- どこまでも不実な人
- 紅蓮のエンゼル
- 石の滴
- 世にも妖姫な物語
- 宝くじと愛の絆
- テニスコートの道しるべ
- レシチンの庭
- コップの中の吹雪
- 突然愛のごとく
- クリスタル・ゲーム
- 白帝の月
- 夜伽の客
- 九献のロマンス
- 安達ケ原は遠すぎる
- ズレ女の屁理屈
- 最後のストライク
- 青い鳥は行方不明
- 幻のサンバースト
- ゴールドの城
- 千年の黒髪
- 黒髪と厚化粧
- 毒を喰わらば…
- わが子に振り上げる手
- 人の男を盗らないで
- 家族のぬるい水
- ゼロの舞踏会
- 女殺油地獄
- イビリ出し
- 後ろ指さされ組
- 金こそわが命
- 愛するあなたのために
- 怨みつらみの夫婦道
- 13日の土曜日
- 一流のコンディション
- 夏至の恋
- 心地よく秘密めいた部屋
- 地獄の耳
- 愛の逃亡者
- 夢織りの罪
- DV隠し
- いつか何処かで殺される<改修版>
- ホームレス主婦
- 理不尽な虐待〜「ボク」と呼ばれる「私」〜
- 不倫！虐待！貧困！地獄を彷徨う女たちの波瀾万丈
- ハプニングバーとセックスレスと私
- ストーカー醜女の純愛

### オムニバス
- 嫉妬そして執着〜快感・絶頂と共に堕ちて
- 騙す男、騙す女〜ケモノに豹変 与えられるオーガズム
- ブスの大逆転劇〜飢えたカラダは性欲で満たせばいいのよ
- 逆襲・リベンジの女〜略奪炎上!? 限界まで抱かれて…〜
- 誘惑ドロップス☆甘美な秘密〈禁断遊戯編〉
- 常識ゼロの女たち〜整形妻・パパ活女・崩壊家族〜
- 離婚と結婚〜あなたを殺してでも…
- 世界一サイテーな男〜浮気、暴力、歪んだ愛
- 嫁姑超実録バトルシリーズ
- いじめ炎獄 女の絶叫 vol.1
- 貧困の家庭〜もっとお金が欲しい…
- 貧乏人が7億円当たったら〜不幸の末路〜
- 虐待される子供たち〜ママ、パパもっと愛して…
- 虐待される子供たち〜毒親に翻弄された悲惨な話〜
- 虐待される子供たち〜連鎖する不幸の行方
- 虐待される子供たち〜ダンボール箱に捨てられた少女〜
- 復讐の女たち〜死んでしまえばいいのに…
- 復讐の女たち〜衝撃！裏切りと憎しみの下克上人生!!〜
- 不倫地獄〜浮気の代償は毒の味〜
- 不倫女の破滅
- ブスの本懐〜暴走する3人の醜女たち〜
- 炎上SNS地獄〜イイね！が欲しくてたまらない〜
- あなたの隣のキモコワ女たち〜粘着モンスターの嫌がらせ地獄〜
- 離婚地獄〜越えてはいけない、夫婦の一線〜
- SNS不倫の火遊び女〜ウチの妻がやらかしまして〜
- 不倫女の転落〜略奪愛の大誤算
- ギャルママはモンスター〜自己中ドン引き育児〜
- 妊娠出産は女の墓場〜代理母・堕胎児・シングルマザー
- 地獄の沙汰もママ友次第！〜ブランド狂い・転売女・毒親不倫妻
- 整形したら人生転落！〜ブタ鼻主婦、婚活ブス、就活女子大生の末路
- 整形で人生リセット！〜私の顔には裏がある
- セックスレスは罪ですか？〜不倫依存症のゲス人妻たち〜
- ブスの勝ち方〜整形で人生略奪、美人になって勝利宣言！
- 私は絶対ブスじゃない〜最下層ブス、整形で美女転生！
- 寝取り女に徹底制裁！おまえの人生終わらせてやる

## 出演
テレビ
- 世界の何だコレ!?ミステリー（2022年9月7日、フジテレビ系列）
- 全告白！国際ロマンス詐欺〜漫画家が陥った“偽りの恋”（2022年1月23日、NHK BS1[8]） - 井出の国際ロマンス詐欺被害を特集した番組[8]
- 週刊さんまとマツコ（2022年12月4日、TBSテレビ）
- スターズHOW TO（2023年5月21日、フジテレビ）

ラジオ
- 村上信五くんと経済クン（2023年1月21日、文化放送）